# Southview
『southview』（サウスビュー）は、日本のポップ・ロックバンドMONKEY MAJIKが、2016年3月9日に発売した通算10枚目（メジャー8枚目）のオリジナルアルバム。

## 概要
2011年にリリースした6thアルバム『westview』に続く2作目の海外レコーディング作品。「BRAND NEW MONKEY MAJIK」をアルバムコンセプトとし、「心を躍らす」がテーマ。クラウデッド・ハウスのニール・フィンがオーナーを務めるニュージーランドの「Roundhead studios」でレコーディングが行われた。
メイキング映像付き限定盤（CD+Blu-ray、CD+DVD）、通常盤（CDのみ）の3形態で発売。
メジャーデビュー後のアルバムでは初めて、シングル曲の収録無しで全曲新曲。

## 収録曲

### CD
1. Delicious
  - 本作のリードトラック。アルバム発売前の2月17日よりApple musicで先行配信された。
  - ミュージックビデオは80年代のエアロビクス大会をモチーフとしている。
2. High
3. Plastic Girl
4. Undercover
5. Utopia
6. Breathe
  - リリース後の4月9日にBlaiseが監督を務めたミュージックビデオが公開された。メンバーのプロデュースによるMVは初。
7. Gamer
8. Kiss Me
9. Splash
10. Valentine
11. Colours of the World
12. The Mistakes I've Made
  - 東海テレビ制作・フジテレビ系ドラマ「嵐の涙〜私たちに明日はある〜」主題歌

### Blu-ray&DVD
1. the making of southview